# Vint-i-cinc
El vint-i-cinc és un nombre natural que segueix el vint-i-quatre i precedeix el vint-i-sis. S'escriu 25 en xifres àrabs, XXV en les romanes i 二十五 en les xineses. És el quadrat de cinc.
Ocurrències del vint-i-cinc:
- És el nombre atòmic del manganès.
- Les noces de plata.
- Un 25% representa una fracció d'una quarta part (¼).
- Designa l'any 25 i el 25 aC.
- Despoblat del municipi de l'Olleria (Vall d'Albaida)
- És un nombre de Proth.
- És el tercer nombre nombre de Cullen.